# Џорџ Вашингтон
Џорџ Вашингтон (енгл. George Washington; Округ Вестморланд, 22. фебруар 1732 — Маунт Вернон, 14. децембар 1799) био је амерички револуционарни врховни командант (1775—1783), први председник САД (1789—1797) и један од оснивача САД. Рођен у богатој породици у Вестморленд округу, Вирџинија, имао је приватно образовање и радио је као грађевински инспектор од своје 16. године.
Године 1752, наследио је посед свог брата на Маунт Вернону, укључујући 18 робова чији је број до 1760. порастао на 49. У Француско-индијанском рату именован је за пуковника и послат на територију Охаја. Пошто је Едвард Бредок убијен, Вашингтон је постао командант свих трупа у Вирџинији и поверен му је задатак да одбрани западну границу (1755—58). Повукао се из службе да би управљао својим имањем и 1759. оженио се Мартом Дендриџ Кастис (1731—1802), удовицом.
Радио је у Кући Бурџуса 1759-74, подржавајући колонизаторе, и у Континенталном Конгресу 1774—1775. Године 1775. изабран је за команданта Континенталне армије. Касније, у Америчкој револуцији, показао се као изванредан командант и поуздан вођа, упркос томе што је доживео неколико пораза. Када је рат успешно окончан освајањем Јорктауна (1781), напустио је службу и вратио се у Маунт Вернон (1783). Био је делегат и председавајући на уставној конвенцији (1787) и помогао да се осигура одобрење Устава у Вирџинији.
Када су се државни гласачи састали да изаберу првог председника (1789), Вашингтон је једногласно изабран. Оформио је кабинет да би ускладио фракцијске и политичке разлике, али је имао јаку централну владу. Када је изабран у другом мандату, тражио је компромисно решење између политичких фракција од којих су касније постале федералистичка и демократска партија. Јавно је истакао неутралност у рату између Британије и Француске (1793) и послао трупе да сузбије Виски побуну (1794).
Одбио је трећи председнички мандат, направивши преседан за наредне 144. године, и повукао се 1797. пошто је одржао свој опроштајни говор. Познат је као отац своје земље, сматра се једном од највећих личности у историји САД. Џорџ Вашингтон је често сматран за најбољег председника у историји САД.

## Детињство и младост
Џорџ Вашингтон је био син Огастина Вашингтона и Мери Бел Вашингтон. Рођен је у округу Вестморланд, у колонији Вирџинији, 11. фебруара 1731. године (по јулијанском календару). Према грегоријанском календару који је у Британској империји усвојен 1752. године, датум Вашингтоновог рођења је 22. фебруар 1732. године. Био је племићког порекла. Његов прадеда, Џон Вашингтон, емигрирао је у Вирџинију 1657. године и започео са откупом земље и робова. Делатност је наставио његов син Лоренс и унук Огастин, отац Џорџа Вашингтона. Џорџ Вашингтон је имао шесторо браће и сестара. Три његове сестре су умрле пре стицања пунолетства. Отац му је умро када је Џорџ имао једанаест година
Већи део детињства Џорџ Вашингтон провео је на фарми Фери у округу Стафорд, у близини Фредериксбурга. Његов старији брат Лоренс наследио је још једно имање свог оца, плантажу на реци Потомак, која се називала Маунт Вернон (у част адмирала Едварда Вернона). Џорџ је најпре наследио фарму Фери, а након Лоренсове смрти и Маунт Вернон.
Смрт Вашингтоновог оца онемогућила је његово школовање у Енглеској. Школовао се код англиканског свештеника близу Фредериксбурга.. Када је имао 15 година, требало је да се пријави у енглеску краљевску морнарицу, али се његова мајка супротставила. Захваљујући утицају свог брата, са 17 година постављен је за службеног геометра за округ Калпепер. Добро плаћено место омогућило му је да купи земљу у долини реке Шенандоа. Године 1751. отпутовао је на Барбадос са Лоренсом који је боловао од туберкулозе. Током путовања је добио мале богиње које су оставиле ожиљке на његовом лицу. Лоренсово здравље се, међутим, није поправило те се он вратио у Маунт Вернон где ће умрети 1752. године
Фебруара 1753. Вашингтон је именован за једног од четири ађутанта Вирџиније са чином мајора. Док је боравио у Фредериксбургу у овом периоду, Вашингтон је постао масон, иако је његово учешће у организацији било минимално.

## Учешће у Седмогодишњем рату
Британско Охајо предузеће настојало је да се прошири у долини Охајо отварајући нове центре за трговину са Индијанцима. Године 1753. Француска је и сама почела да шири војну контролу у Охају, али и у британским колонијама Вирџинији и Пенсилванији. То је довело до избијања сукоба у колонијама под називом Француски и индијански рат (1754—1762). Вашингтон је био укључен у рат још од самог почетка. Касније ће рат израсти у светски сукоб познат као Седмогодишњи рат (1756—1762).
Роберт Динвиди, гувернер колоније Вирџиније, добио је наређење од британске владе да чува британске територије, укључујући и слив реке Охајо. Крајем 1753. године он је наредио Вашингтону да уручи писмо Французима у коме од њих тражи да напусте долину Охаја. Вашингтон се састао са Таначарисоном и поглавицом Ирокеза. Предао је писмо за француског команданта Жака Легардера Сен-Пјера. Француз је одбио да напусти земљу. Вашингтон је водио дневник током свог путовања. По Динвидовом наређењу, дневник је штампао Вилијам Хантер и тако допринео Вашингтоновој популарности. Сакупио је групу од 100 људи и са њима започео војну каријеру.
Динвиди је послао Вашингтона натраг у Охајо да штити изградњу утврђења Охајо компаније у данашњем Питсбургу у Пенсилванији. Међутим, пре него што је Вашингтон стигао у ту област, Французи су већ истерали британске трговце и започели изградњу свог утврђења. Дана 28. маја 1754. године Вашингтон се сукобио са Французима у бици код Жумонвила. Битка је трајала око 15 минута. Француски командант Жумонвил је убијен, а већина његових људи је заробљена или су страдали. Французи су одговорили нападом у коме је Вашингтон заробљен јула 1754. године. Међутим, дозвољено му је да се са својим трупама врати у Вирџинију. Овај догађај имао је светске последице. Француска и Британија прекинули су дипломатске односе и отпочели су борбу за колоније у Северној Америци. Рат је и званично проглашен 1756. године.
Вашингтон је 1755. године постао помоћник британског генерала Едварда Брадока, вође кобне Брадокове експедиције. Брадок је требало да са јаким снагама британске војске протера Французе из Охаја. Први циљ био је освајање Форт Дукејна.. На почетку експедиције Вашингтон се разболео. Препоручио је Брадоку да војску подели у две дивизије. У бици код Мононгахела, Брадок је смртно рањен. Британци су се повукли у нереду. Вашингтон је показао велику храброст и издржљивост у бици када је, упркос болести, испод њега страдало два коња, а капут му је био пробијен са четири метка.
Динвиди је 1755. године наградио Вашингтона именујући га командантом свих трупа у Вирџинији са задатком одбране западне границе. Под његовом командом било је 1000 војника. Вашингтон их је сам провео кроз обуку. Потом их је повео у рат против Индијанаца на западу. У десет месеци, Вашингтонов пук водио је двадесет битака у којима је страдала трећина људи. Граница Вирџиније је одбрањена. Године 1758. учествовао је у Форбесовој експедицији чији је циљ био освајање Форт Дукејна. Французи су напустили тврђаву, а Британци су остварили изузетно значајну стратешку победу. Након завршетка Форбесове експедиције, Вашингтон се пензионисао децембра 1758. године. Није учествовао у војном животу све до избијања Револуције 1775. године.

## Међуратни период (1759—1775)
Вашингтон се 6. јануара 1759. године оженио богатом удовицом Мартом која је имала 28 година. Џорџ и Марта имали су срећан брак. Марта је имала двоје деце из претходног брака, Џона и Марту. Џорџ и Марта нису имали заједничке деце. Болест малих богиња коју је прележао 1751. године вероватно га је учинила стерилним. Брачни пар преселио се у Маунт Вернон, у близини Александрије, где је Џорџ био плантажер, а учествовао је и у политичком животу. Браком са богатом Мартом, Вашингтон је постао један од најбогатијих људи Вирџиније. Стекао је трећину имања (од 18.000 хектара) имања Кустиса, покојног Мартиног мужа. Добио је око 23.200 хектара земље за заслуге у рату. Вашингтон је често куповао земљу. До 1755. године удвостручио је величину Маунт Вернона на 6.500 хектара. Повећао је и број својих робова на преко 100. Био је посланик скупштине у Вирџинији седам година, почев од 1758. године.

## Америчка револуција
Вашингтон се 1765. године успротивио Закону о таксеним маркама, првом директном порезу кога је Енглеска наметнула америчким колонијама. Тада је почео да преузима водећу улогу у све већем отпору колониста према Британцима. Противио се британским Тауншенд актима из 1767. године. Маја 1769. године предложио је бојкот енглеске робе у Вирџинији на коју су се акти односили.. Јула 1774. године председавао је састанком на коме су усвојене Ферфаксове одлуке којима је одлучено да се сазове Први Континентални конгрес.

### Прве године (1775—1776)
Битка код Лексингтона и Конкорда у близини Бостона (април 1775) представља први оружани сукоб Британаца и устаника. Након ње је избила Америчка револуција.. Вашингтон је имао углед, војно искуство, харизму и утицај, а био је познат и као велики патриота. На почетку је одбијао функцију главнокомандујућег сматрајући да није довољно способан за њу. Међутим, није имао озбиљну конкуренцију. Континентални конгрес је 14. јуна 1775. године створио Континенталну армију. Номинован од стране Џона Адамса од Масачусетса, Вашингтон је постављен за генерала Британска влада је 23. августа прогласила револуционаре побуњеницима и издајницима.
Вашингтон је преузео команду над Континенталном војском у Кембриџу у Масачусетсу, јула 1775. године, током британске опсаде Бостона. Схвативши да је америчкој војсци највише недостајало барута, Вашингтон је тражио нове изворе. Револуционари су упадали у британске арсенале, укључујући и неке на Карибима. Барут је куповао углавном од Француза. Под притиском Вашингтонових снага, Британци су напустили опсаду 17. марта и повукли се ка Њујорку.
Августа 1776. године британски генерал Вилијам Хау је покренуо велику поморску и копнену офанзиву са намером да освоји Њујорк. Континентална војска Вашингтона, по први пут као војска независних САД, сукобила се са Британцима у бици код Лонг Ајланда, највећој бици у почетној фази рата. Америчка војска била је у мањини. Многи су напустили бојно поље, а Вашингтон је приморан на повлачење преко Ист Ривера. Послушавши савет генерала Натанијела Грина, Вашингтон је покушао да ослободи Форт Вашингтон, али је поражен у бици. Потом је наставио са бегом преко Њу Џерзија. Будућност Континенталне армије била је неизвесна због низа пораза. Вашингтон је прешао 25. децембра Делавер којим су пловиле санте, а 26. децембра напао у Трентону три британска пука (битка код Трентона). Британци прелазе у напад који је Вашингтон одбио, али се нашао између британских снага Чарлса Корнволиса и Делавера. Победи код Трентона уследила је нова победа код Принстона.

### Кампања 1777. и 1778. године
Крајем лета 1777. године британски генерал Џон Бергојн предводи велику војску јужно од Квебека са намером да угуши побуну у Новој Енглеској. Генерал Вилијам Хау је из Њујорка упутио своју војску ка Филаделфији уместо да се креће обалом реке Хадсон и тако удружи са Бергојновим снагама. Била је то велика стратешка грешка. Вашингтон је пожурио да га ангажује код Филаделфије. У бици која је уследила Вашингтон је поражен. Његова војска била је релативно неискусна. Након битке код Брендивајна (11. септембар), Хау је заобишао Вашингтона и марширао ка Филаделфији. Вашингтон га је напао, али је доживео још један пораз код Германтауна. У међувремену, Бергојн је на северу заробљен након катастрофалне битке код Саратоге. Пораз код Саратоге довео је до великог војно-дипломатског преокрета. Француска улази у рат на страни Америке.
Вашингтонови порази навели су неке чланове Конгреса, предвођене Томасом Конвејом, да размотре могућност одузимања команде. Дивљење према Вашингтону је неизбежно слабило. Децембра 1777. године Вашингтонова војска (11.000 људи) прешла је у Вали Форџ да ту проведе зиму. У наредних шест месеци, Вашингтон је изгубио између 2000 и 3000 људи који су умрли од болести. Међутим, војска је из Вали Форџа изашла у добром стању. Британци су 1778. године евакуисали Филаделфију и повукли се у Њујорк. Вашингтон их је напао код Монмаута. Једна од највећих битака Америчког рата за независност завршена је неодлучно. Британци су наставили марш ка Њујорку. Вашингтонова војска напустила је град

### Завршне године рата
Лета 1779. године Вашингтон и Конгрес су одлучили да покрену кампању против Лојалиста и Ирокеза. Јуна 1779. године ратници Ирокеза придружили су се британској војски генерала Батлера. Августа 1779. године Џон Саливан водио је војну операцију у којој је уништио преко 40 села Ирокеза и спалио им све усеве. Међутим, убио је мало људи јер су Индијанци побегли на британске поседе у Канади.
Вашингтон је у међувремену преселио свој штаб из Мидлброка у Њу Виндсор на реци Хадсон. Његова армија бројала је око 10.000 људи. Британци, предвођени Хенријем Клинтоном, кренули су узводно реком Хадсон, али су их зауставиле снаге америчког генерала Антонија Вејна. Зима 1779/80. била је најтежа за америчку војску. Температура је пала на 16 степени испод нуле, а реке су се заледиле. Крајем 1779. године Клинтон је своје снаге померио јужно од Чарлстона ради офанзиве против патриота предвођених Бенџамином Линколном. Линколн је поражен, а Клинтон се победнички вратио у Њујорк остављајући Корнволиса на југу. Конгрес је Линколна сменио Хорејшиом Гејтсом упркос препоруци Натанијела Грина у корист Вашингтона. Гејтс није постигао успеха у Јужној Каролини те је смењен Грином. Средином следеће године француски генерал Лафајет вратио се у Америку са додатним појачањима. Британци су држали готово читав југ.
Вашингтон је примио вест о издаји америчког генерала Бенедикта Арнолда који је значајно допринео Револуцији. Арнолд је био огорчен политиком Конгреса и савезништвом са Француском (са којом се борио у Француско-индијанском рату). Тешка зима 1780/81. довела је до побуне пенсилванијских трупа. Вашингтон је успео да угуши побуну. Јула 1780. године пристижу нова појачања предвођена француским адмиралом Франсоа Грасом и Жаном Батистом Рошамбеом. Французи односе значајну поморску победу у заливу Чесапик 5. септембра следеће године. Континентална војска Џорџа Вашингтона, недавно финансирана са 20.000 долара од стране Француза, задала је Британцима одлучујући удар освајањем Јорктауна 19. октобра 1781. године. Корнволис није дошао на церемонију предаје града због болести. Освајање Јорктауна означио је крај великих сукоба у континенталном делу Северне Америке.
Британци су још увек имали војску од 26.000 људи у Њујорку и Чарлстону, али и снажну флоту. Француска војска се повукла па су Американци 1782—83. године били сами. У америчкој војсци расте непослушност, а у једном тренутку су побуњеници присилили Конгрес да се из Филаделфије пресели у Принстон. Вашингтон је марта 1783. године угушио побуну.. Париским миром из 1783. године Британија је Америци признала независност. Уследила је евакуација Њујорка. Вашингтон је 23. децембра 1783. године распустио своју војску и поднео оставку.

## Председништво
Вашингтоново пензионисање није било дугог века. Након дуготрајног оклевања, пристао је да присуствује уставотворној скупштини у Филаделфији лета 1787. године као делегат из Вирџиније. Једногласно је изабран за председавајућег. На скупштини је донет устав САД. Овај догађај сматра се једним од најзначајнијих у америчкој историји.
Колегијум изборника једногласно је Вашингтона изабрао за првог председника 1789. године, и поново 1792. године. Једини је председник који је једногласно изабран на ту позицију. Џон Адамс изабран је за потпредседника. Дана 30. априла 1789. године Вашингтон је положио свечану заклетву. На крају заклетве додао је "Тако ми Бог помогао" и пољубио Библију. То су, као део свечаног чина, понављали сви амерички председници до данас
Конгрес САД одредио је плату од 25.000 долара годишње (око 340.000 долара 2015. године). Свестан да се држава налази у тешкој финансијској ситуацији, Вашингтон је у почетку одбио плату. На наговор Конгреса је, на крају, прихватио исплату. Након истека другог мандата, Вашингтон је одбио да се по трећи пут кандидује.
Вашингтон није био члан ниједне политичке партије, а надао се да ниједна неће бити формирана. Александар Хамилтон, секретар трезора, ударио је темеље Федералистичкој партији, а Томас Џеферсон, државни секретар, Демократско-републиканске партије. Вашингтон је подршку пружио Хамилтону. Џеферсон је због сукоба са Вашингтоном и Хамилтоном напустио владу добровољно.. Вашингтон му никада није опростио и никада са њим није разговарао.
Законом о резиденцији од 16. јула 1790. године одређено је да се нова америчка престоница оснује на реци Потомак. Тачну локацију требало је одредити председник Вашингтон. Дана 9. септембра 1791. град је добио име по Џорџу Вашингтону, а округ је назван Колумбија. Вашингтон је 1791. године увео порез на дестилацију алкохола. То је довело до протеста у пограничним областима, посебно у Пенсилванији. Овај догађај познат је као Виски револуција. Побуна је угушена 1794. године.

### Спољна политика
Године 1789. избила је Француска револуција против краља Луја. Монарси европских држава пружили су помоћ француском краљу због негативног одјека револуционарних идеја у својим државама. Фебруара 1793. године избијају Француски револуционарни ратови. Борба Француске и остатка Европе трајаће све до пада Француског царства 1815. године. Британска империја била је једина држава која је учествовала у свим ратовима против Наполеона. Сем тога, она је била и главни финансијер и подстрекач наставка опирања француској моћи. Уз сагласност владе, Вашингтон је прогласио неутралност САД. Револуционарна влада Француске послала је дипломату Едмонда Шарла Генета у Америку. Генет је у Америци дочекан са великим ентузијазмом. Настојао је да убеди народ да изврши притисак на владу да подржи Француску револуцију. Вашингтон је затражио од француске владе да повуче Генета. Она је то и урадила.
Како би избегао нов рат са Британијом, Хамилтон је формулисао "Џеј уговор" (по Џону Џеју) о нормализацији трговинских односа са Британијом и решавању дугова преосталих након Револуције. Џеферсон је, уз подршку Француске, снажно напао споразум. Вашингтон је на крају пришао Британији и обезбедио ратификацију у Сенату. Овим споразумом је одложен рат са Британијом. Односи са Француском су, међутим, погоршани што ће довести до рата за време председништва Џона Адамса.
Године 1797. Вашингтон се повукао са функције након што је одржао опроштајни говор.

## Последње године и смрт
Вашингтон се марта 1797. године вратио у Маунт Вернон. Последње године живота провео је на својим плантажама где је и производио алкохол. Рат са Француском био је неизбежан. Председник Џон Адамс понудио је Вашингтону титулу врховног команданта америчких снага (13. јул 1798). Ова функција била је само формална. Вашингтон није учествовао у ратним операцијама већ само у припремама војске. Умро је седамнаест месеци касније.
Вашингтон је умро у суботу, 14. децембра 1799. године у 67. години. Два дана раније је по снегу и киши прегледао своје плантаже јашући коња. По повратку није променио мокру одећу. Троје лекара лечило је Вашингтона пред смрт. Пред смрт је изгубио доста крви. Умро је око 10 часова. Тачан узрок Вашингтонове смрти предмет је расправа од дана када је умро.
Широм света, људи су били ожалошћени смрћу Џорџа Вашингтона. У Француској је конзул Наполеон Бонапарта наредио десет дана жалости у целој земљи. Када су примили вест о смрти Вашингтона, његови бивши непријатељи у Британији су му одали почаст тиме што је флота на Ламаншу испалила 20 плотуна. У САД су хиљаде људи носили црнину месецима. Вашингтон је сахрањен на свом имању у Маунт Вернону. По Вашингтону је назив добила америчка престоница и 31 округ.

## Галерија
- Вашингтон, 1776, Чарлс Вилсон Пил
- Џилберт Стјуарт, 1797.
- Рембрант Пил, 1797.
- На новчаници од 20 долара из 1905. године
- Марка из 1899. године
- Волстрит
- Гробно место у Маунт Вернону
- Статуа из 1840. године
- Потпис Џорџа Вашингтона
- Новчић, 1 долар
- Вотерфорд, Пенсилванија
- Статуа у Паризу
- Масонска зграда Џорџ Вашингтон у Александрији
- Вашингтонов обелиск